# Facundo González
Pour les articles homonymes, voir González.
Facundo González Molino, plus simplement connu sous le nom de Facundo González, né le 6 juin 2003 à Montevideo, est un footballeur uruguayen qui joue au poste de défenseur central au Feyenoord Rotterdam, en prêt de la Juventus FC.

## Biographie

### Carrière en club
Né à Montevideo en Uruguay, Facundo González est formé par l'Espanyol, en Espagne, avant de rejoindre le Valencia CF en 2019,,.

### Carrière en sélection
En décembre 2022, Facundo González est convoqué pour la première fois avec l'équipe d'Uruguay des moins de 20 ans, prenant part à un match amical contre le Pérou,.
Le 3 janvier 2023, il est appelé par Marcelo Broli pour le Championnat d'Amérique du Sud des moins de 20 ans qui commence à la fin du mois,.
L'Uruguay termine deuxième du championnat, ne cédant sa première place au Brésil que lors de la dernière journée, à la faveur d'une défaite contre ces derniers,,.

## Palmarès
Uruguay -20 ans
- Championnat d'Amérique du Sud
  - Vice-champion en 2023